# زویی کراموند
زو کراموند (زاده ۸ اکتبر ۱۹۸۴) یک هنرپیشه اهل نیوزیلند است. کراموند پس از فارغ‌التحصیلی از مؤسسه فناوری یونیتک، در تولیدات مختلف تئاتر و تبلیغات تلویزیونی ظاهر شد. او قبل از اینکه تصمیم گرفت حرفه بازیگری خود را برای تحصیل در رشته طراحی گرافیک رها کند، در فیلم‌های «فورچون و خیابان کوتاه لند» ظاهر شد.
زو کراموند اهل پاپاموآ، نیوزلند است. والدین او هر دو هنرمند هستند و او را تشویق کردند تا در تئاتر اجتماعی، باله و رقص معاصر شرکت کند. کراموند در مؤسسه فناوری یونیتک تحصیل کرد و در آنجا هنرهای نمایشی خواند. کراموند به موج سواری علاقه‌مند است. او از سن ۱۴ سالگی نحوه موج سواری در ساحل Waihi را آموخت.

## فیلم‌شناسی

### فیلم
| سال  | عنوان                      | نقش                | یادداشت        |
| ---- | -------------------------- | ------------------ | -------------- |
| ۲۰۰۷ | پل به ترابیتیا (فیلم ۲۰۰۷) | شهرنشین (بی‌اعتبار) | فیلم بلند      |
| ۲۰۱۰ | وحشت در جزیره راک          | آری                | فیلم تلویزیونی |
| ۲۰۱۹ | شبدر                       | کلر                | فیلم کوتاه     |
| ۲۰۲۱ | رازهایی که او نگه می‌دارد   | دایان کمبل         | فیلم تلویزیونی |

### تلویزیون
| سال             | عنوان                        | نقش                   | یادداشت                                     |
| --------------- | ---------------------------- | --------------------- | ------------------------------------------- |
| ۲۰۰۸            | ثروت ظالمانه                 | تارا                  | مجموعه تلویزیونی، قسمت: "چاقی این روزگاران" |
| ۲۰۰۹            | خیابان شورت لند              | تامسون کاتز           | سریال تلویزیونی ۱ قسمت                      |
| ۲۰۱۰–۲۰۱۲       | برو دخترا                    | آماندا                | سریال تلویزیونی ۱۲ قسمتی                    |
| ۲۰۱۱–۲۰۱۳       | بسته‌بندی شده به Rafters      | اما مکی               | سریال تلویزیونی ۴۵ قسمتی                    |
| ۲۰۱۱            | بچه‌های پاییز                 | کیلی                  | سریال تلویزیونی ۱۰ قسمتی                    |
| ۲۰۱۲            | رقصیدن با ستاره‌ها            | شرکت کننده (مقام سوم) | سریال تلویزیونی                             |
| ۲۰۱۴            | Fat Tony & Co.               | زارا گارد ویلسون      | مجموعه تلویزیونی، قسمت: "قاتل، دزد و وکلا"  |
| ۲۰۱۶            | همسایه‌ها: داستان‌های تابستانی | امی ویلیامز           | مینی سریال تلویزیونی ۲ قسمتی                |
| ۲۰۱۷            | همسایگان اسپین آف            | امی ویلیامز           | مینی سریال تلویزیونی ۲ قسمتی                |
| ۲۰۱۵–۲۰۲۰، ۲۰۲۲ | همسایه‌ها                     | امی ویلیامز           | سریال تلویزیونی ۵۷۷ قسمتی                   |